# 乗合馬車 (1921年の映画)
『乗合馬車』（のりあいばしゃ、Tol'able David）は、1917年にジョセフ・ハーゲシャイマーが書いた同名の短編小説を基にした1921年のサイレントのアメリカ合衆国の映画である。
インスピレーション・ピクチャーズのヘンリー・キングが監督しリチャード・バーセルメスが主演した。
ウェストバージニア州東部のアレゲニー山脈を舞台にした田舎風の物語で、バージニア州ブルーグラスで撮影され、地元民が端役で出演している。
興行的に大成功を収めたこの映画は、批評家や映画史家からは無声映画の古典の一つとみなされている。
2007年にはアメリカ議会図書館によって「文化的、歴史的、または美的に重要である」と判断され、アメリカ国立フィルム登録簿への保存対象に選ばれた。

## ストーリー

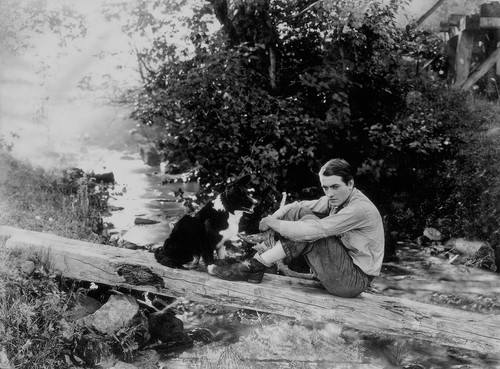
リチャード・バーセルメス

ウェストバージニア州の小作農の末息子であるデイビッド・キネモンは、家族や近所の人たち、特に近くの農場で祖父と暮らす可愛らしい少女、エスター・ハットバーンから男らしく扱われたいと思っている。しかし、彼はまだ少年であり、男としてはまだまだであることを思い知らされる。
そんなある時、お尋ね者のイスカ・ハットバーンとその息子のルークとソールが、エスターの保護者であるハットバーンおじいさんの従兄として、意に反してハットバーンの農場に引っ越してくる。動揺するデイヴィッドにエスターは、デイビッドでは従兄弟たちには敵わないと言って、邪魔をしないように言う。しかしルークは、兄のアレンが馬車で町に乗客を運んで、郵便配達をしようとハットバーンの家の前を通った時に、デイビッドの飼い犬を殺し、兄のアレンを不具にする。デイビッドの父親のハンター・キネモンは、地元の保安官に頼るのではなく、自らハットバーンの従兄弟たちに裁きを下すつもりだったが、突然の致命的な心臓発作によって倒れる。デイビッドは、父親の代わりにハットバーンの従兄弟たちを追いかける決心をするが、母親はデイビッドは必ず死ぬだろう、父親が亡くなり兄が不具になったので、兄の妻と幼い息子を含む家族は、デイビッドに頼ることになると主張して、デイビッドを引き留める。
今や父親のいないキネモン一家は農場から追い出され、町の小さな家に移らざるを得なくなった。デイビッドは兄が昔やっていた馬車の御者の仕事を頼むが、若すぎると言われ、雑貨店で仕事を見つける。馬車の常連の御者が酒に酔って解雇されると、デイビッドはついに馬車の御者としての機会を得る。彼はハットバーン農場の近くで郵便袋を無くすのだが、ルークがそれを見つける。デイビッドはハットバーンの農場に行き郵便袋を返却するように要求するが拒否され、ハットバーンの従兄弟たちと口論になり、ソールに腕を撃たれ、エスターは逃げて村に助けを求めに行く。堪忍袋の緒が切れたデイヴィッドはソールとイスカを射殺。村人たちは、予定通り着かないデイヴィッドを心配するのだが、デイヴィッドはまるでダビデとゴリアテの物語のように巨漢ルークに挑み、闘いの末に勝利する。エスターは村にたどり着き、デイビッドが殺されたと告げた為、群衆がデイビッドを捜しに行く準備をしているとき、酷く傷ついた状態のデイビッドが、郵便袋を積んだ馬車で到着します。デイビッドがもはや、真の男であり英雄であることは誰の目にも明らかなのであった。

## キャスト
- デイヴィッド・キネモン - 僻村に住む一人のひ弱な若者 : リチャード・バーセルメス
- エスター・ハットバーン : グラディス・ヒューレット
- イスカ・ハットバーン -  悪党の父 : ウォルター・P・ルイス
- ルーク・ハットバーン -  悪党の長男 : アーネスト・トレンス
- ソール・「リトル・バザード」・ハットバーン -  悪党の次男 : ラルフ・イヤーズリー
- ハットバーンおじいちゃん : フォレスト・ロビンソン
- ジョン・ゴールト上院議員 : ローレンス・エディンガー
- キネモンの母 : マリオン・アボット
- ハンター・キネモン -  デイヴィッドの父 : エドマンド・ガーニー
- アレン・キネモン - デイヴィッドの兄 : ワーナー・リッチモンド
- ローズ・キネモン - アレンの妻 : パターソン・ダイアル
- 医者 : ヘンリー・ハラム

## スタッフ
- 監督 : ヘンリー・キング
- 脚本 : エドマンド・グールディング
- 原作 : ジョセフ・ハーゲシャイマー
- 撮影 : ヘンリー・フロンジャガー

## 製作
当初は、D・W・グリフィスによってジョセフ・ハーゲシャイマーの短編小説の映画化の権利が取得されており、リチャード・バーセルメスを主演にするつもりだったが、バーセルメスとヘンリー・キング監督がインスピレーション・ピクチャーズを設立した際に、グリフィスは彼らに作品の権利を譲渡した。
グリフィスはこの原作に異常な愛着を示し、準備稿まで出来上がっていたのだが、リチャード・バーセルメスの独立という新局面で、自ら愛弟子へのはなむけの気持ちを込めて譲渡。美しい師弟愛として話題になった。このグリフィスの準備稿は映画の後半三分の二の部分に大きく影を残している。
キング監督はバージニア州西部の田舎で生まれ育った為、バージニア州を舞台とした本作の準備のために現地でロケ地探しをすることに大きな喜びを感じていた。

## 評価
最後の山場に差し掛かるまでの、臆病者呼ばわりする村人たち、怯えるエスターとその家族、それらをカットバックで巧みに配置して緊張を高める技法に、ソ連の映画監督フセヴォロド・プドフキンは、『映画作劇術』で、「この場合のヘンリー・キングは先輩グリフィスの最も価値ある後継者的役割を果たした」と賞賛し、「同紙に進行する事件を並行して描きながら最後に締めくくられるモンタージュの教委的な具象」とまで評価し、多くのページを割いた。
1921年に、『フォトプレイ誌』の1921年度最優秀作品として金メダルを受賞している。

## エピソード
- 題名の「Tol'able David」とは、Tolerable David ”堪忍袋のデイヴィッド”の意味[5]。